# Bartholomeuskerk (Stedum)
De Bartholomeuskerk is een romanogotisch kerkgebouw in het Groningse dorp Stedum. De forse kruiskerk stamt uit de dertiende eeuw en was oorspronkelijk aan de apostel Bartolomeüs gewijd.

## Beschrijving
Deze kerk wordt wel gezien als het hoogtepunt van de romanogotische bouwkunst in Groningen. Ook het onderste gedeelte van de zadeldaktoren is in de 13e eeuw gebouwd. Toren en kerk zijn rond 1300 met elkaar verbonden. Tevens is er rond die tijd een luidklok vervaardigd door een ons onbekend gebleven klokkengieter. Die klok hangt nog steeds in de toren en is de oudst overgebleven luidklok van de provincie Groningen.
In het interieur vallen de gewelfschilderingen uit de 15e eeuw op. Het houtwerk van de orgelgalerij is een ontwerp van de Groninger stadsbouwmeester Allert Meijer (1680). Het houtsnijwerk is van Jan de Rijk. Het duo Meijer/de Rijk heeft voor veel Groninger kerken het kerkmeubilair ontworpen en gemaakt. De maker van het oorspronkelijke orgel is niet bekend. Wel bekend is dat de orgelbouwer Albertus Antoni Hinsz het orgel in 1735 heeft vernieuwd. Uiteindelijk hebben Dirck en Gerhard Diederich Lohman het orgel in 1791 opnieuw geheel vernieuwd.
In het koor staat het marmeren praalgraf van Adriaan Clant van Stedum, borgheer van de borg Nittersum en medeondertekenaar van het vredesverdrag van Münster in 1648. Het praalgraf is ontworpen door de beeldhouwer Rombout Verhulst.
In 1877-1878 werd de kerk gerestaureerd volgens plannen van de katholieke architect P.J.H. Cuypers. Deze herstelde het oorspronkelijke middeleeuwse uiterlijk van de kerk, tot ongenoegen van de protestantse gemeente. In een latere restauratie in 1937-1939 zijn storende toevoegingen uit de eerdere restauratie weer verwijderd.

## Afbeeldingen

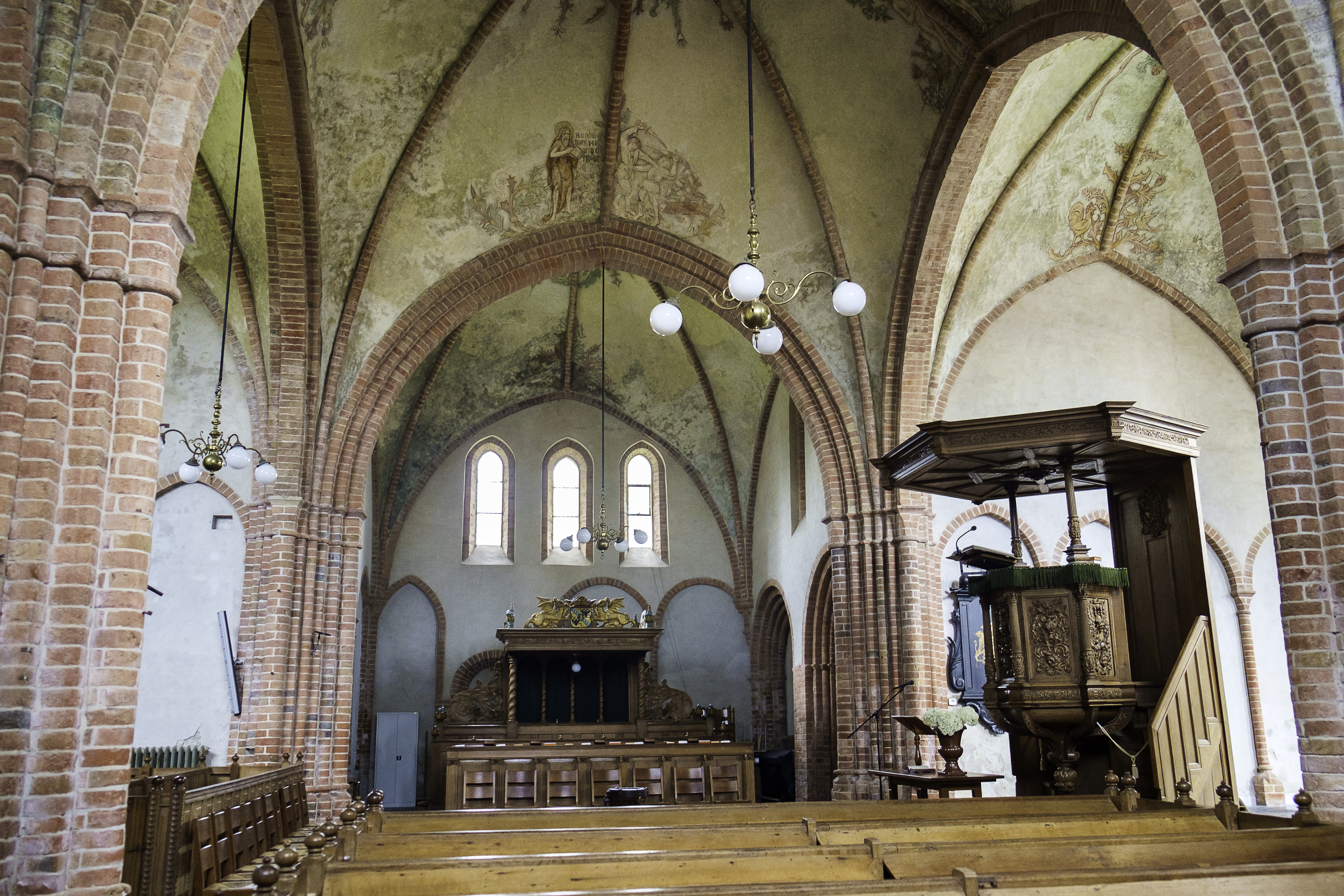
Interieur vanuit een van de zijbeuken met herenbank en preekstoel
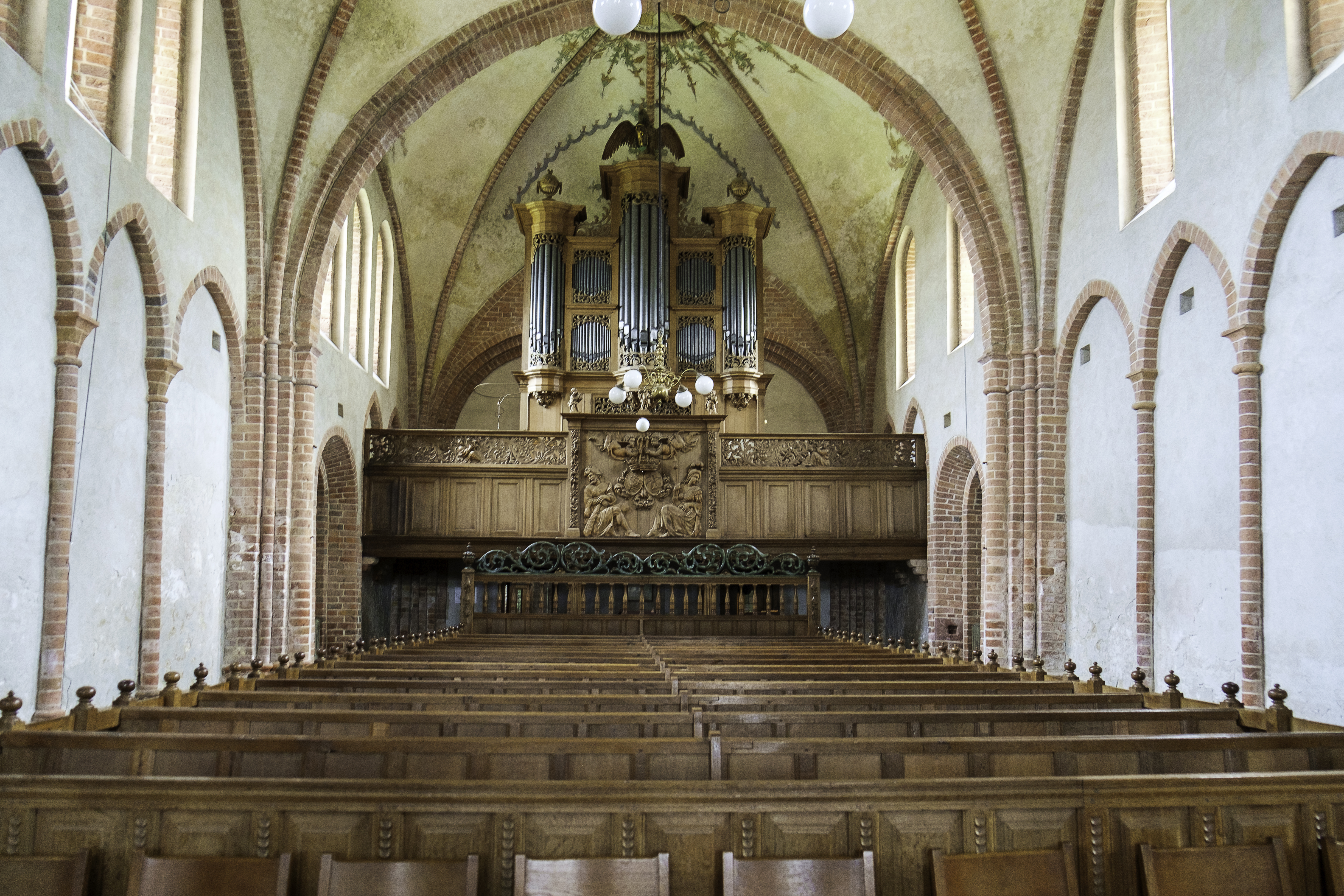
Interieur naar het orgel gezien
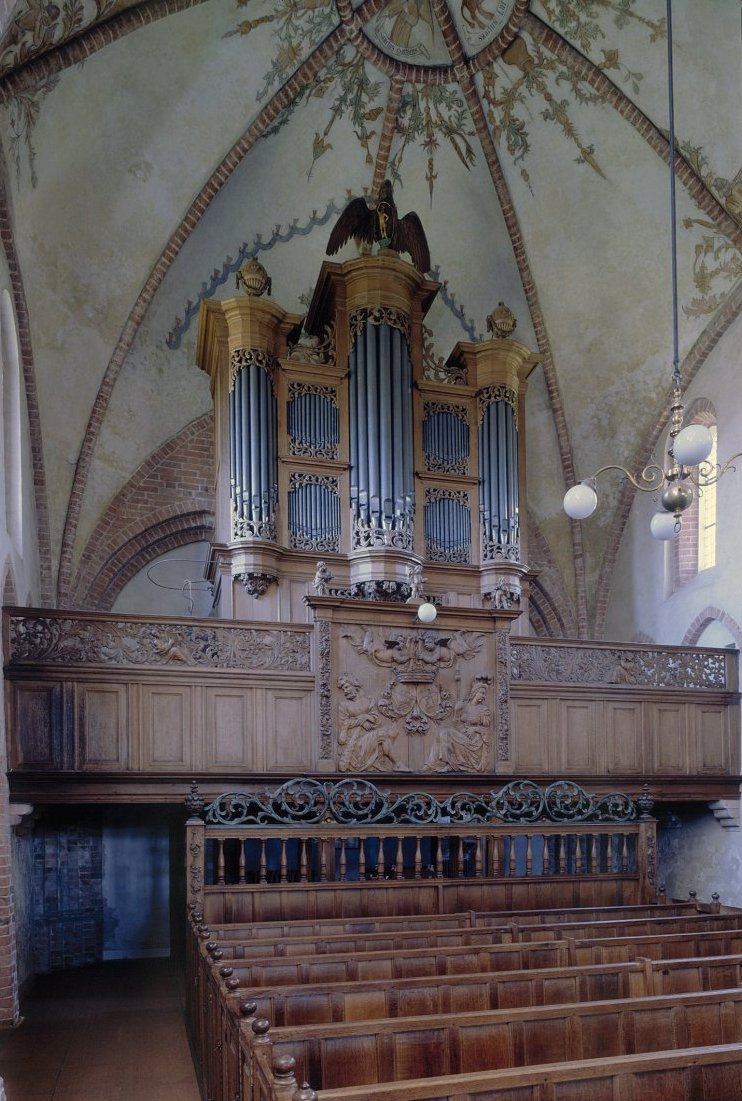
Orgel
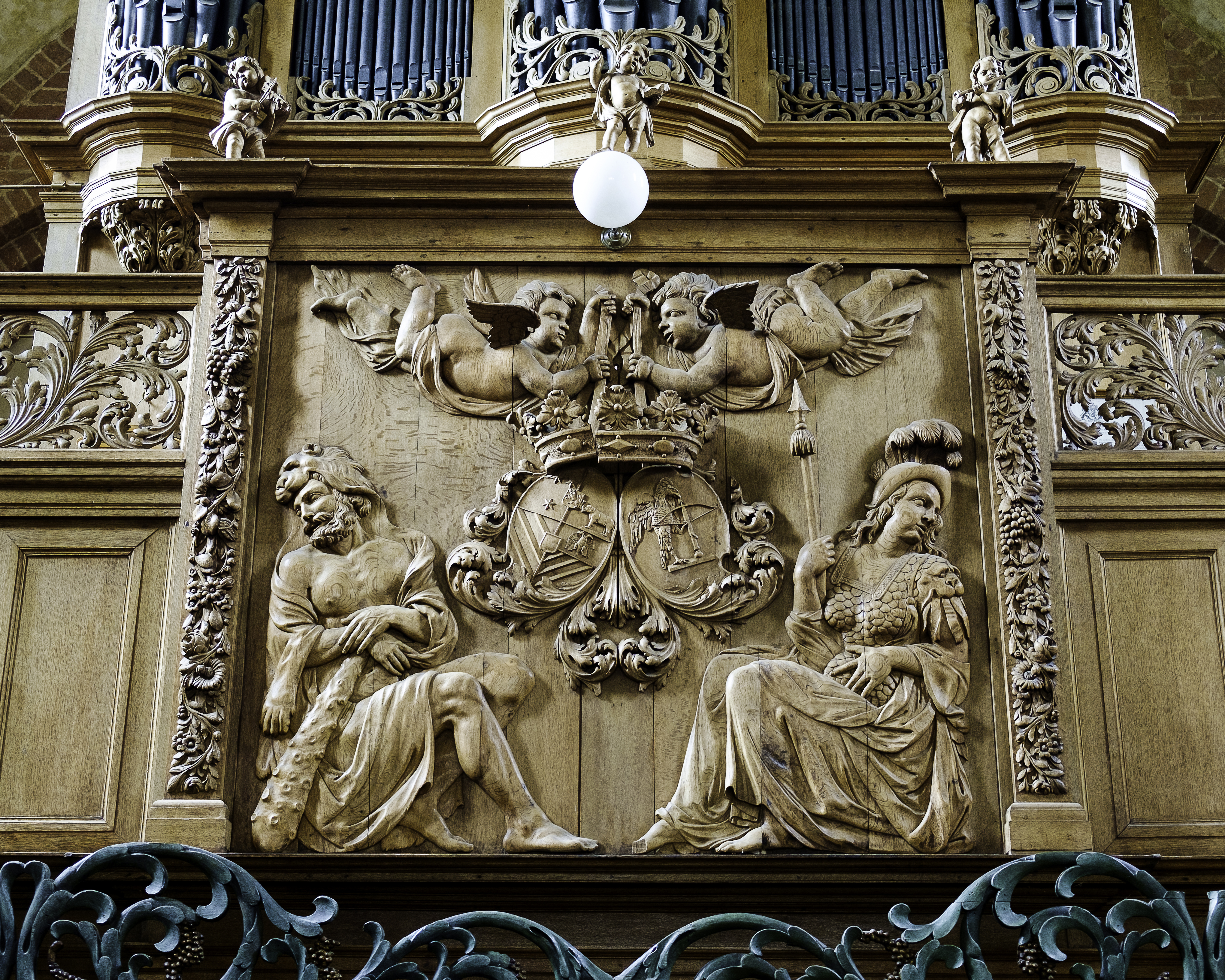
Houtsnijwerk op het orgel
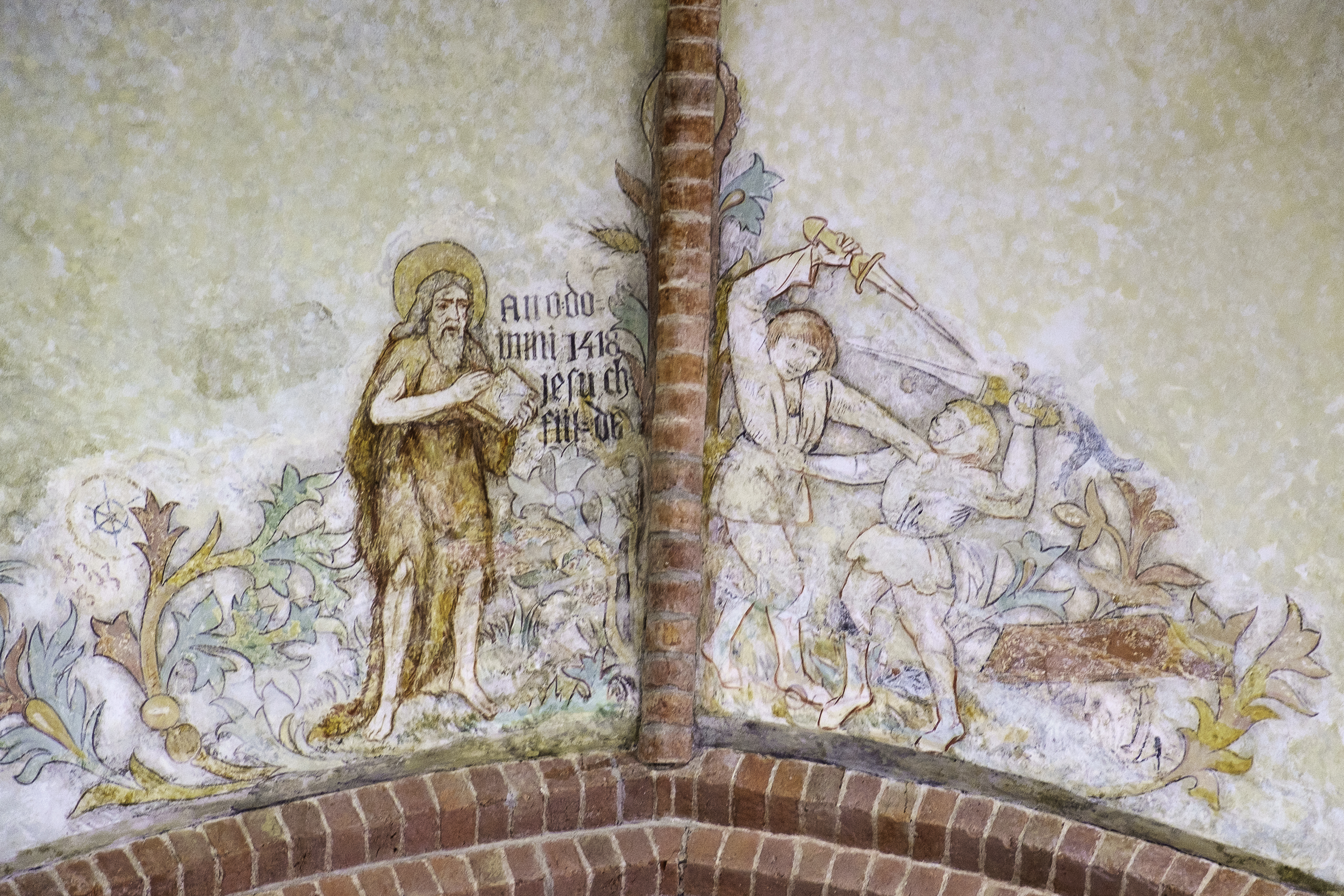
15e-eeuwse gewelfschildering
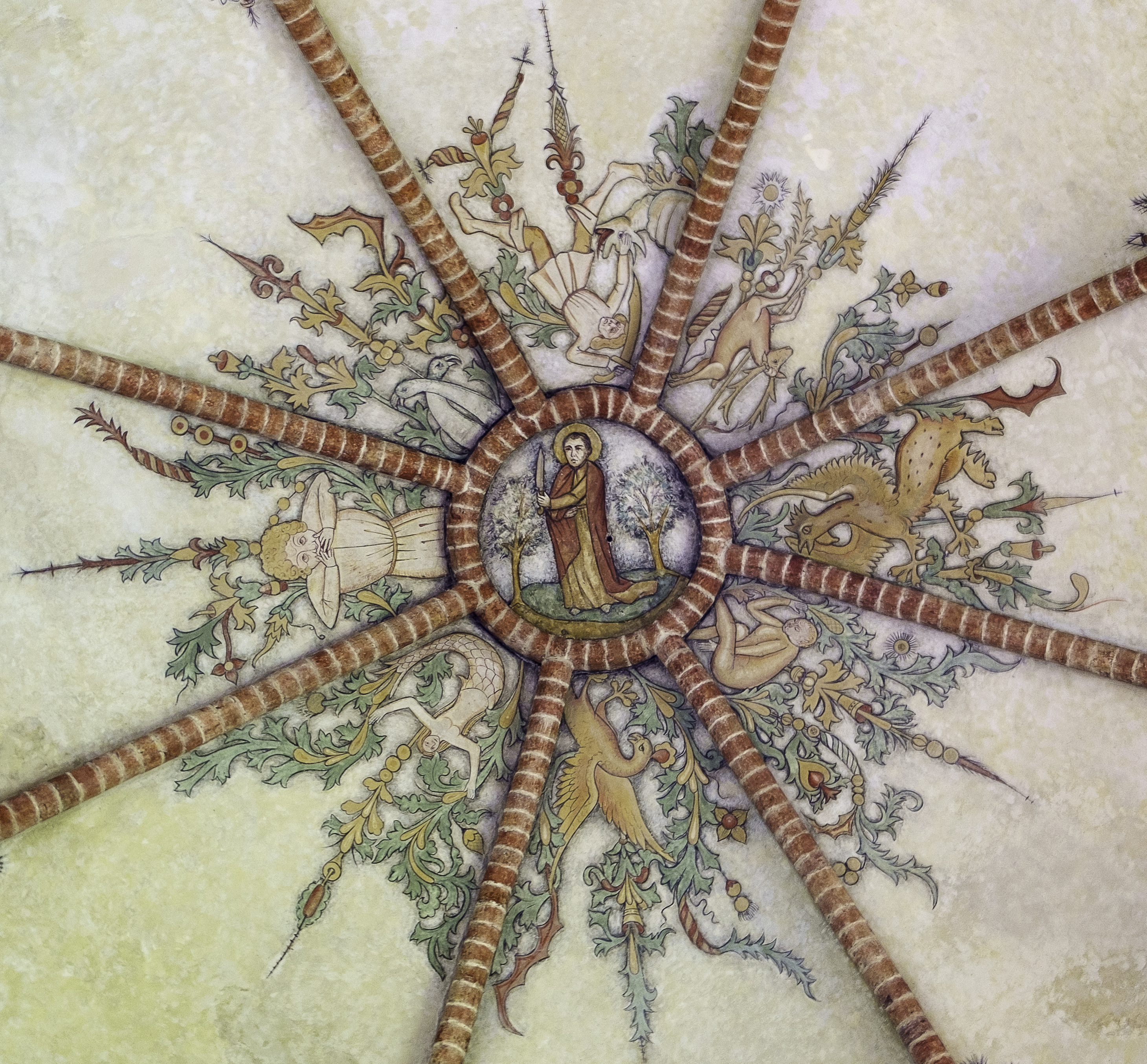
Sluitring met 15e-eeuwse gewelfschilderingen
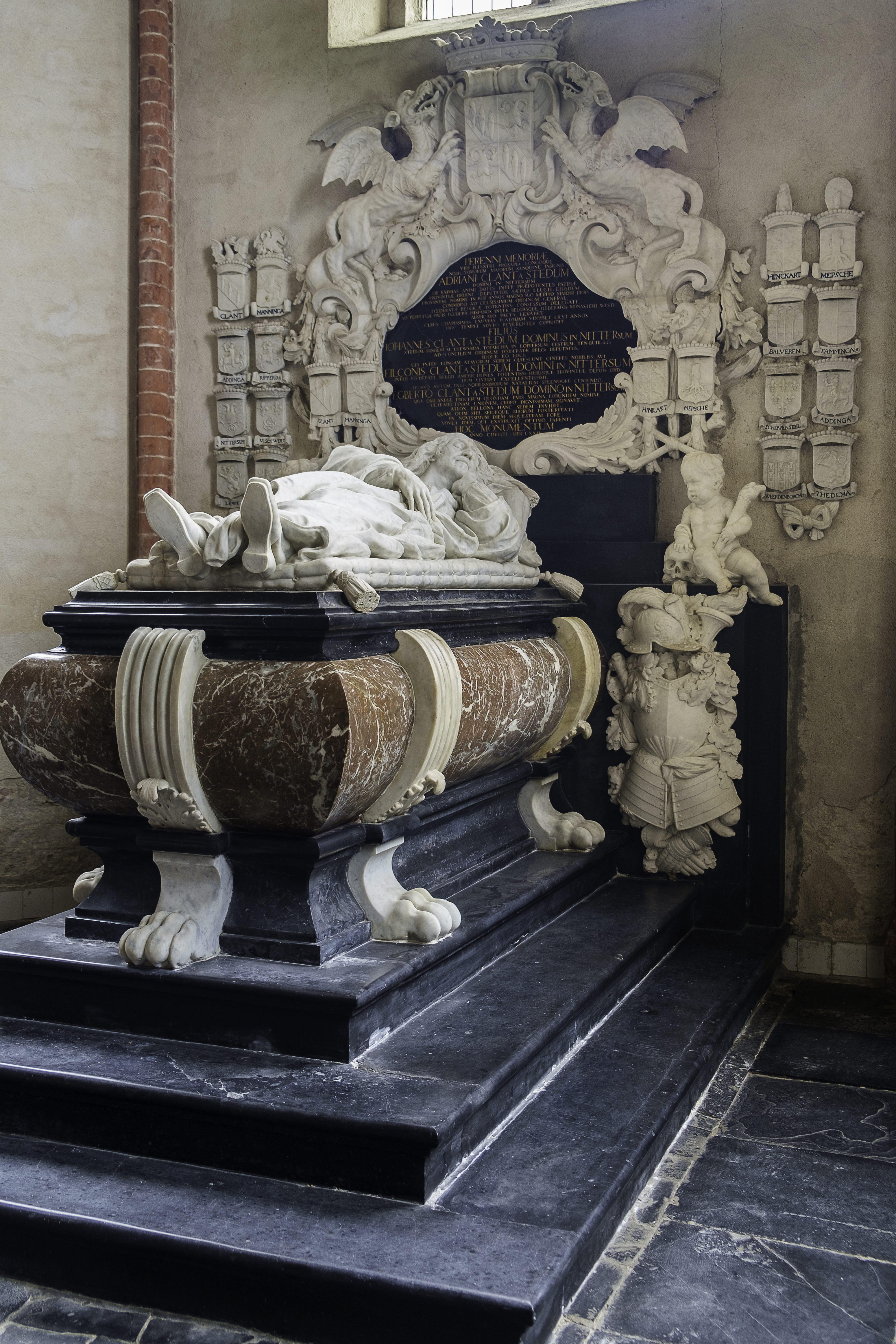
Praalgraf Rombout Verhulst voor Adriaan Clant
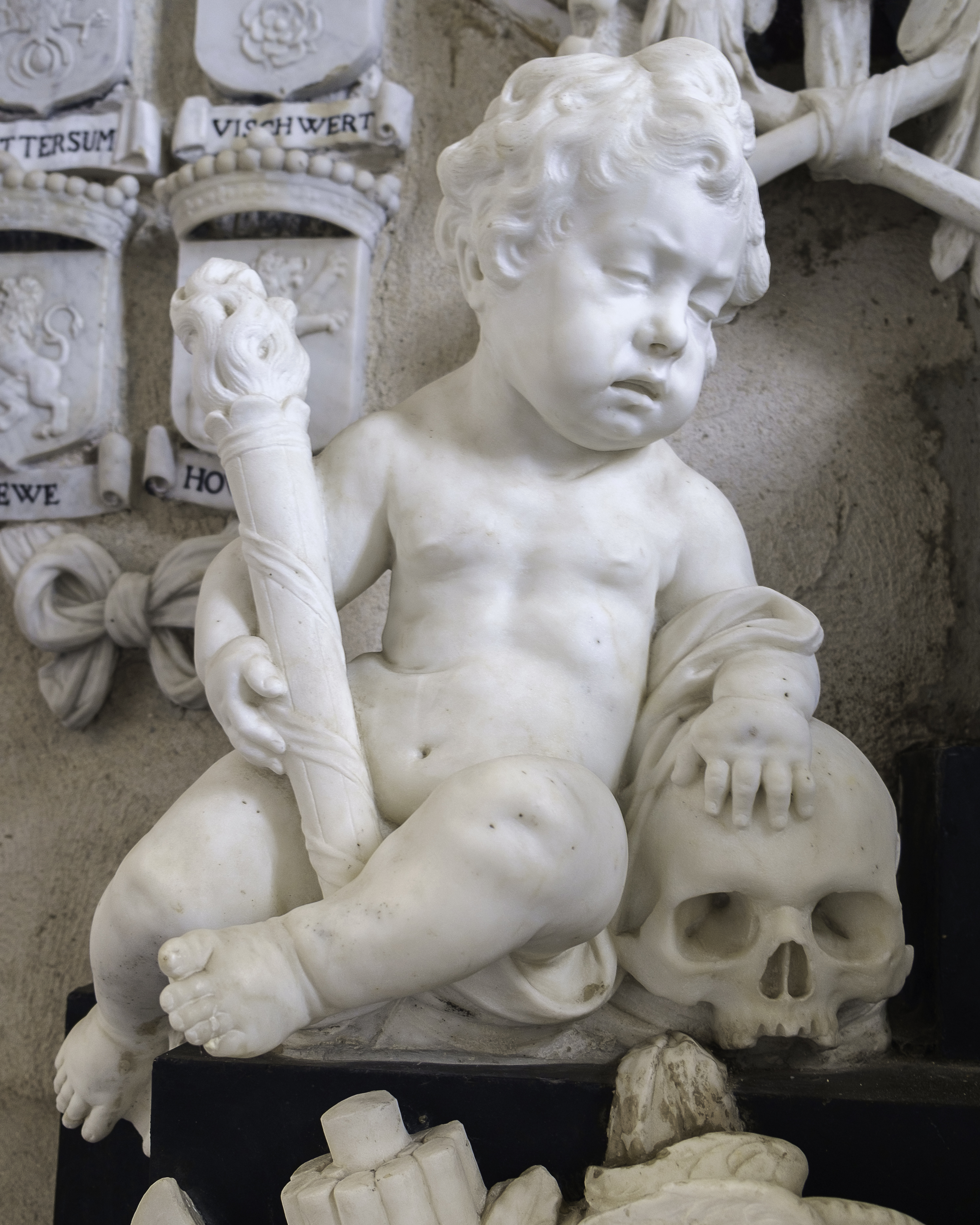
Putti op het praalgraf
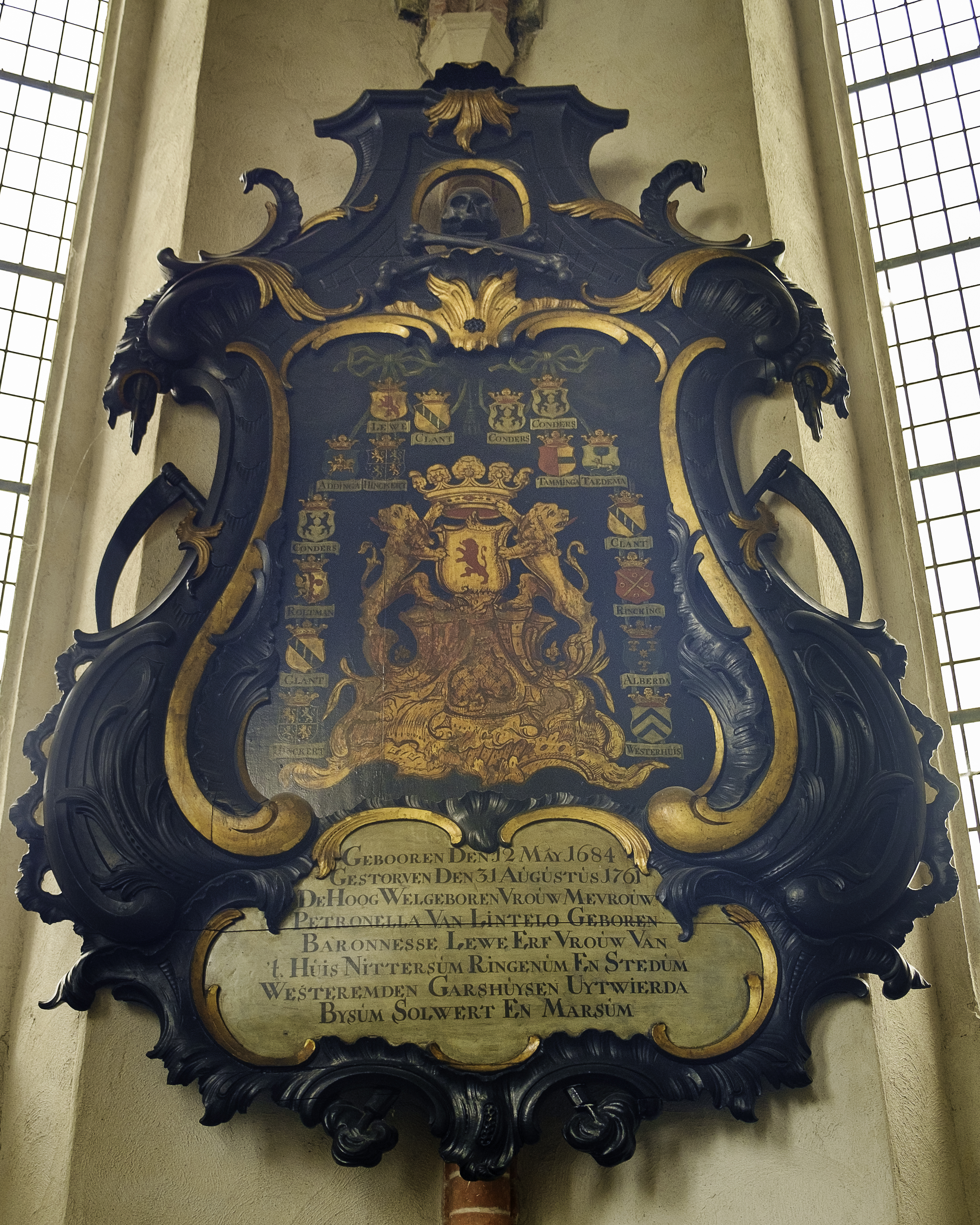
Een van de vele rijkversierde rouwborden in de kerk. Dit rouwbord werd gemaakt ter ere van Petronella Lewe (1684-1761)
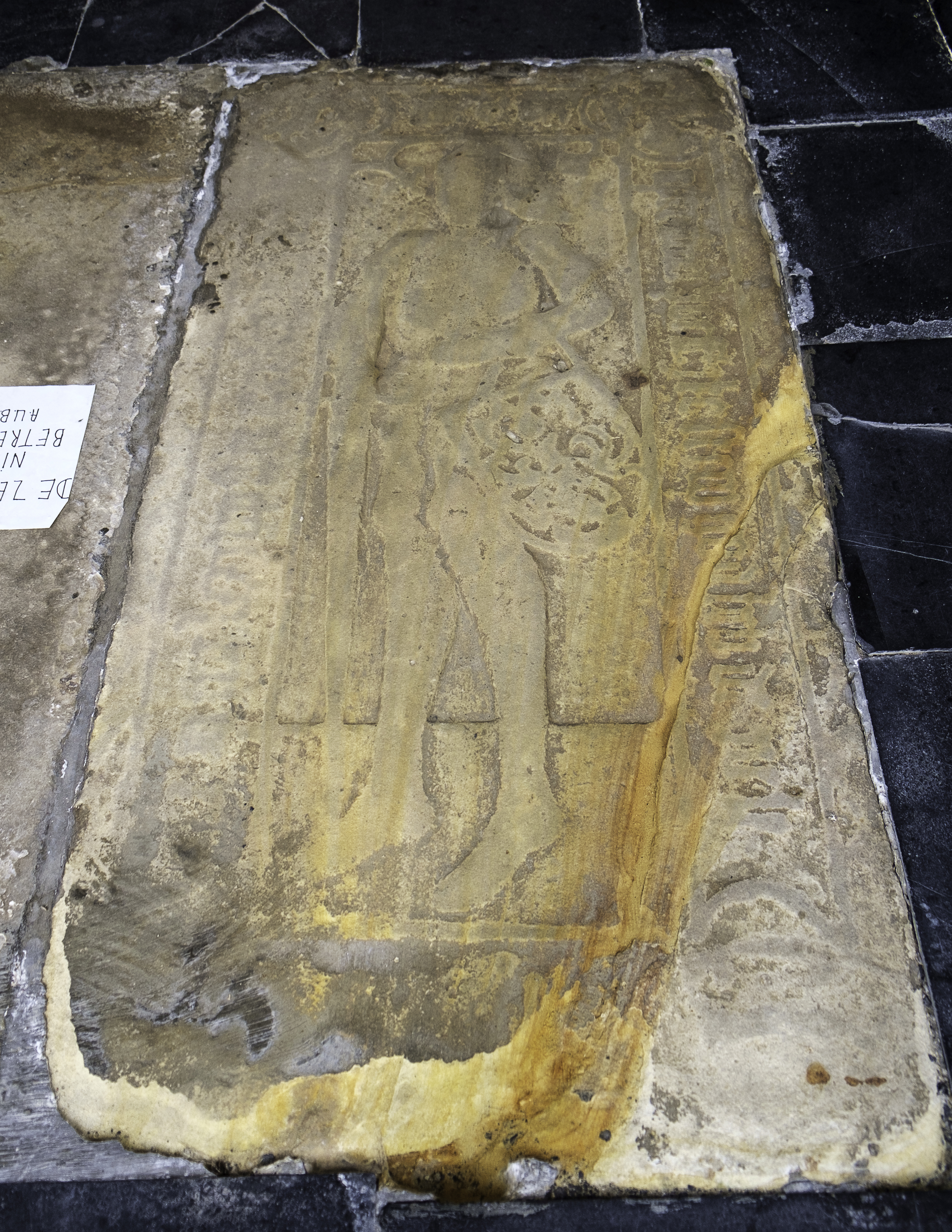
Grafzerk van Andolf Nittersum te Stedum uit 1471. Oudste grafzerk in een Groninger kerk
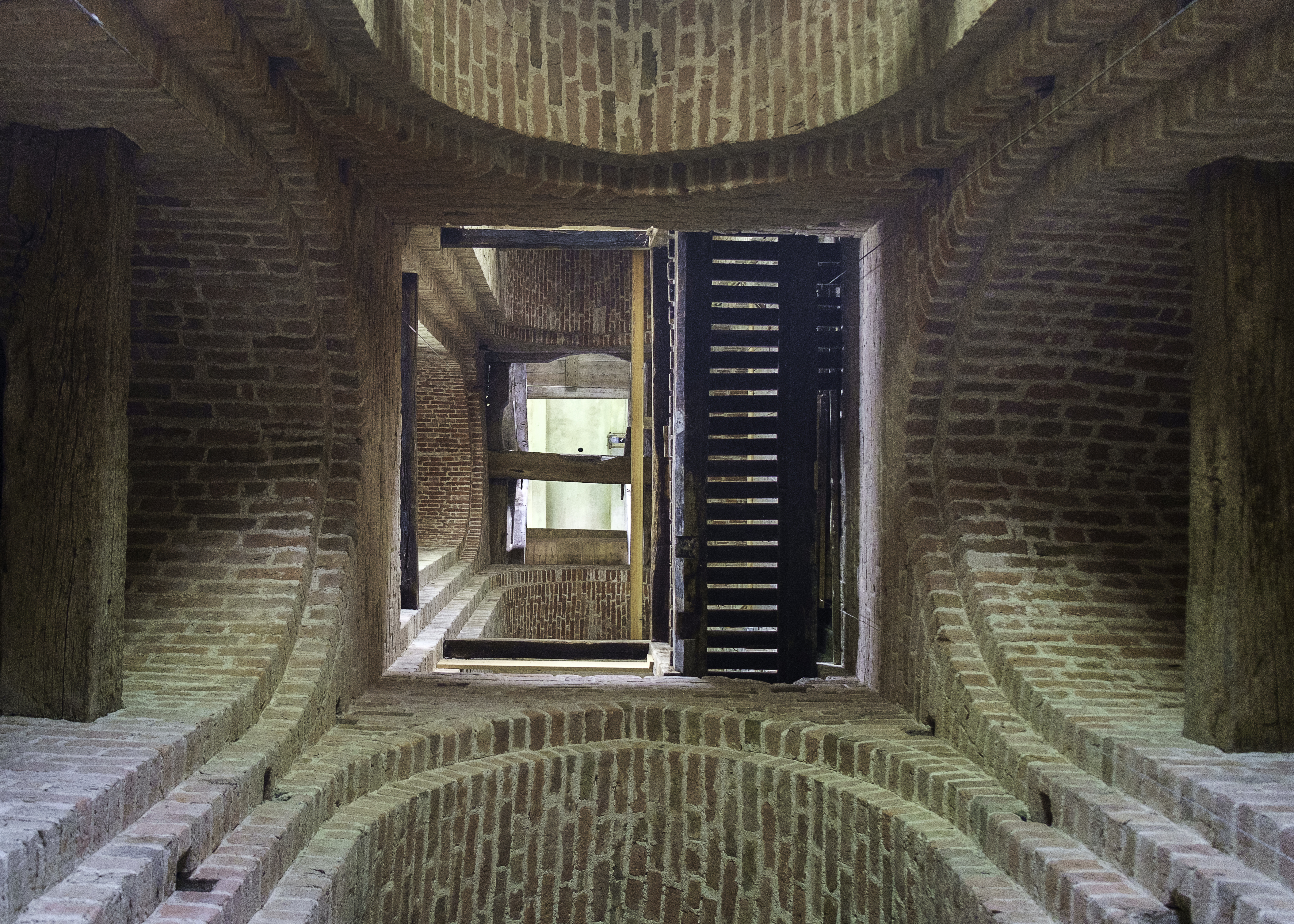
Binnenzijde toren van beneden gezien
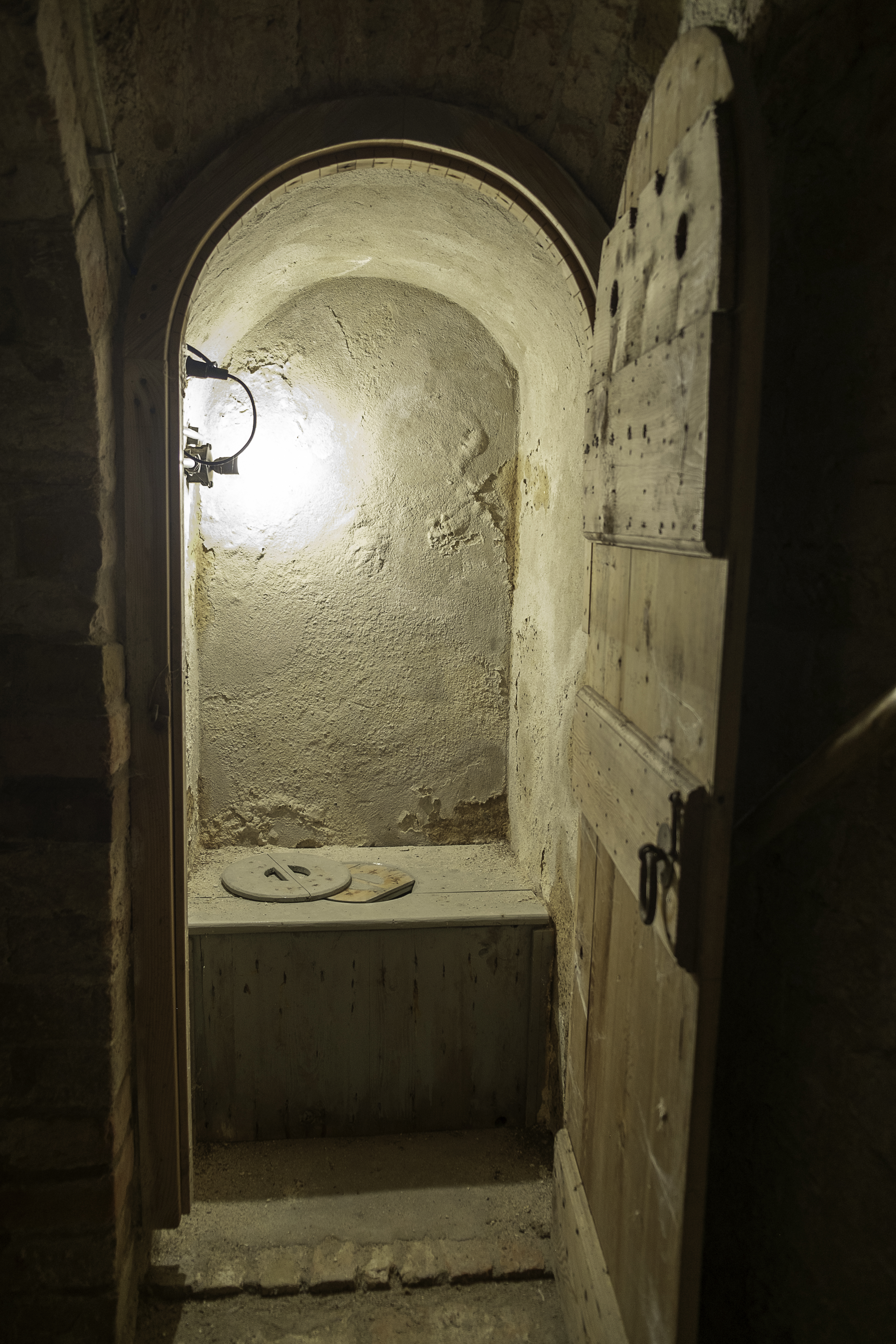
Oud gemak in de toren